# Palais Menchikov
Le palais Menchikov (en russe : Меншиковский дворец) est un palais de style baroque pétrovien à Saint-Pétersbourg.
Situé le long de la Grande Neva, sur l'île Vassilievski, en face du quai des Anglais sur l'autre rive, il fut le premier bâtiment en pierre et l'un des premiers palais de la ville. Depuis 1981, il est utilisé comme une annexe du musée de l'Ermitage.

## Historique
Le palais a été fondé en 1710 pour être la résidence du gouverneur général Alexandre Danilovitch Menchikov et construit par l'architecte italien Giovanni Maria Fontana, et, plus tard, par l'architecte allemand Gottfried Schädel. Il a été ouvert en 1711, mais la construction a continué jusqu'en 1727 (assisté par Domenico Trezzini, Bartolomeo Rastrelli, Georg Johann Mattarnovy et Jean-Baptiste Le Blond), lorsque Menchikov avec sa famille a été exilé en Sibérie et ses biens confisqués.
En 1731, les corps des Cadets ont occupé les bâtiments du palais et les résidences voisines.
À la fin du XIXe siècle, le palais Menchikov a été restauré et est devenu le musée du Corps. En 1924, ses collections ont été déplacées à l'Ermitage et d'autres musées. De 1956 à 1981, le palais Menchikov a été restauré et a été ouvert au public comme une branche du musée de l'Ermitage avec une collection d'art russe de la fin du xviie-début du XVIIIe siècle.